# Zañartu
Zañartu es una entidad de población española del municipio de Oñate, perteneciente a la provincia de Guipúzcoa, en la comunidad autónoma del País Vasco.

## Historia
Hacia finales del siglo XIX, el lugar, ya por entonces perteneciente a Oñate, tenía contabilizada una población de alrededor de una teintena de habitantes. Aparece descrito en el undécimo volumen del Diccionario geográfico, estadístico, histórico, biográfico, postal, municipal, marítimo y eclesiástico de España y sus posesiones de ultramar de Pablo Riera y Sans con las siguientes palabras:

ZAÑARTU.—Barrio agreg. al ayunt. de Oñate, del que dista 2'3 k. Cuenta sobre unos 30 hab. y 6 edif. — Org. civ. Corresponde á la prov. de Guipúzcoa y contribuye, con su municipio, para las elecciones de diputados provinciales y las de Córtes. — Org. mil. C. G. de las Provincias Vascongadas y C. M. de Guipúzcoa.—Org. ecle. Pertenece á la dióc. de Vitoria, utilizando para sus atenciones religiosas la iglesia de su ayunt.—Org. jud. Corresponde al part. jud. de Vergara, á la aud. de lo criminal de San Sebastian y á la territ. de Pamplona. — Org. econ. Para el pago de sus impuestos depende de la Delegacion de Hacienda de su prov. — S. púb. Recibe y expide la corr. por la A. de Madrid á Irun, estacion y pt. de Zumárraga.—Ob. púb. y med. de com. Para verificar sus transportes y sostener sus relaciones se sirve de los caminos que cruzan su tér. municipal.—Ins. púb. La escuela radica en la cabecera de su ayunt. — Art., of., ind. La única ind. de este agreg. es la agrícola.— Pob. Nada de notable ofrecen los edif. que la componen.—Sit. geog. y top. (Véase el artículo de su ayunt.).
(Riera y Sans, 1887, p. 862)

En 2022, la entidad singular de población tenía empadronados 43 habitantes y el núcleo de población, quince.